# Liubov Sóbol
Liubov Eduàrdovna Sóbol (en rus: Любо́вь Эдуа́рдовна Со́боль; nascuda el 13 de setembre del 1987) és una política russa, advocada de la Fundació Anticorrupció de Rússia i membre del Consell de Coordinació de l'Oposició del 2012 al 2013.

## Biografia
Sóbol va ingressar el 2004 a l'Institut de Jurisprudència de la Universitat Estatal de Dret de Moscou. El 2006 va ingressar a la Facultat de Dret de la Universitat Estatal de Moscou, on es va graduar el 2011 amb honors. En el període 2011-2012, va participar en diverses formes d'activitats polític-civils, en manifestacions d'oposició, del moviment voluntari a Astracan i assistència en Krimsk, sent observadora en diversos nivells d'eleccions. Des de març de 2011, és advocada del Projecte RosPil creat per Aleksei Navalni per combatre la corrupció en l'àrea de despesa pressupostària.
La revista Forbes va considerar a Liubov Sobol com el setè personatge principal de 2011 que poques persones coneixen a simple vista. El 22 d'octubre de 2012, va ser triada en la llista civil per al Consell de Coordinació d'Oposició de Rússia, rebent 25.270 vots en la llista civil i ocupant el quinzè lloc, per davant de polítics tan famosos com Borís Nemtsov i Serguei Udaltsov.
El març de 2016, va anunciar la seva intenció de presentar-se a les eleccions a la Duma en la tardor boreal de 2016 al districte majoritari del Districte Administratiu Central de Moscou. El 24 de maig, va retirar la seva candidatura.
El 19 de maig del 2018 va passar a ser membre del comitè central del partit Rússia del Futur (fins aquest any 2018, era el Partit del Progrés) d'Aleksei Navalni.
L'any 2019 participa en la campanya per les eleccions a la Duma per la ciutat de Moscou. Llavors va realitzar una vaga de fam per a exigir l'admissió de la seva candidatura a les eleccions locals de Moscou. El 2 de setembre va ser detinguda per la policia després d'una protesta el cap de setmana a Moscou.

## Reconeixements
Va ser nomenada per la British Broadcasting Corporation (BBC) com una de les 100 Dones de l'any, una llista de 100 dones inspiradores i influents de tot el món, de l'any 2019